# لوتون (أوكلاهوما)
لوتون (بالإنجليزية: Lawton, Oklahoma) هي مدينة تقع في مقاطعة كومانتشي، أوكلاهوما بولاية أوكلاهوما في الولايات المتحدة. تبلغ مساحة هذه المدينة (كم²)، وترتفع عن سطح البحر 339 م، بلغ عدد سكانها 96867 نسمة في عام 2010 حسب إحصاء مكتب تعداد الولايات المتحدة.

## التركيبة السكانية
حدّد مكتب تعداد الولايات المتحدة بيانات التركيبة السكانية للوتون في تعداد الولايات المتحدة. في ما يلي، التركيبة السكانية حسب تعدادي 2000 و2010.

### تعداد عام 2000
بلغ عدد سكان لوتون 92,757 نسمة بحسب تعداد عام 2000، وبلغ عدد الأسر 31,778 أسرة وعدد العائلات 22,521 عائلة مقيمة في المدينة. في حين سجلت الكثافة السكانية 439.8 نسمة لكل كيلومتر مربع (1,139.1/ميل2). وبلغ عدد الوحدات السكنية 36,433 وحدة بمتوسط كثافة قدره 172.7 لكل كيلومتر مربع (447.3/ميل2).
وتوزع التركيب العرقي للمدينة بنسبة 61.34% من البيض و23.06% من الأمريكيين الأفارقة و3.81% من الأمريكيين الأصليين و2.46% من الأمريكيين ذوي الأصول الآسيوية و0.44% من سكان جزر المحيط الهادئ و3.96% من الأعراق الأخرى و4.93% من عرقين مختلطين أو أكثر و9.40% من الهسبانيون أو اللاتينيون من أي عرق.
بلغ عدد الأسر 31,778 أسرة كانت نسبة 43.3% منها لديها أطفال تحت سن الثامنة عشر تعيش معهم، وبلغت نسبة الأزواج القاطنين مع بعضهم البعض 51.7% من أصل المجموع الكلي للأسر، ونسبة 15.3% من الأسر كان لديها معيلات من الإناث دون وجود شريك، بينما كانت نسبة 3.9% من الأسر لديها معيلون من الذكور دون وجود شريكة وكانت نسبة 29.1% من غير العائلات. تألفت نسبة 24.6% من أصل جميع الأسر من عدة أفراد يعيشون في نفس المنزل ونسبة 7.8% كانت تتألف من شخص يعيش بمفرده يبلغ من العمر 65 عاماً أو أكثر. وبلغ متوسط حجم الأسرة المعيشية 2.61، أما متوسط حجم العائلات فبلغ 3.12.
بلغ العمر الوسطي للسكان 28.9 عاماً. وكانت نسبة 27.6% من القاطنين تحت سن الثامنة عشر، وكانت نسبة 9.6% بين الثامنة عشر والرابعة والعشرين عاماً، ونسبة 27.9% كانت واقعةً في الفئة العمرية ما بين الخامسة والعشرين والرابعة والأربعين عاماً، ونسبة 15.8% كانت ما بين الخامسة والأربعين والرابعة والستين، ونسبة 8.5% كانت ضمن فئة الخامسة والستين عاماً فما فوق. يوجد لكل 100 أنثى 93.5 ذكر، ويوجد لكل 100 أنثى في الثامنة عشر من عمرها فما فوق 89.5 ذكر.
بلغ متوسط دخل الأسرة في المدينة 32,521 دولارًا، أما متوسط دخل العائلة فبلغ 37,831 دولارًا. وكان متوسط دخل الذكور 27,573 دولارًا مقابل 21,623 دولارًا للإناث. وسجل دخل الفرد الخاص بالمدينة 15,397 دولارًا. وكانت نسبة 14.2% من العائلات ونسبة 16.3% من السكان تحت خط الفقر، وكان من هؤلاء نسبة 22.5% تحت سن الثامنة عشر ونسبة 10.8% في الخامسة والستين من العمر وما فوق.

### تعداد عام 2010
بلغ عدد سكان لوتون 96,867 نسمة بحسب تعداد عام 2010، وبلغ عدد الأسر 34,901 أسرة وعدد العائلات 22,508 عائلة مقيمة في المدينة. في حين سجلت الكثافة السكانية 459.3 نسمة لكل كيلومتر مربع (1,189.6/ميل2). وبلغ عدد الوحدات السكنية 39,409 وحدة بمتوسط كثافة قدره 186.9 لكل كيلومتر مربع (484.1/ميل2).
وتوزع التركيب العرقي للمدينة بنسبة 60.34% من البيض و21.35% من الأمريكيين الأفارقة و4.69% من الأمريكيين الأصليين و2.61% من الأمريكيين ذوي الأصول الآسيوية و0.63% من سكان جزر المحيط الهادئ و3.42% من الأعراق الأخرى و6.95% من عرقين مختلطين أو أكثر و12.55% من الهسبانيون أو اللاتينيون من أي عرق.
بلغ عدد الأسر 34,901 أسرة كانت نسبة 36.6% منها لديها أطفال تحت سن الثامنة عشر تعيش معهم، وبلغت نسبة الأزواج القاطنين مع بعضهم البعض 43.8% من أصل المجموع الكلي للأسر، ونسبة 15.8% من الأسر كان لديها معيلات من الإناث دون وجود شريك، بينما كانت نسبة 4.8% من الأسر لديها معيلون من الذكور دون وجود شريكة وكانت نسبة 35.5% من غير العائلات. تألفت نسبة 29.4% من أصل جميع الأسر من عدة أفراد يعيشون في نفس المنزل ونسبة 7.8% كانت تتألف من شخص يعيش بمفرده يبلغ من العمر 65 عاماً أو أكثر. وبلغ متوسط حجم الأسرة المعيشية 2.48، أما متوسط حجم العائلات فبلغ 3.08.
بلغ العمر الوسطي للسكان 29.7 عاماً. وكانت نسبة 24.9% من القاطنين تحت سن الثامنة عشر، وكانت نسبة 15.3% بين الثامنة عشر والرابعة والعشرين عاماً، ونسبة 30.2% كانت واقعةً في الفئة العمرية ما بين الخامسة والعشرين والرابعة والأربعين عاماً، ونسبة 20.3% كانت ما بين الخامسة والأربعين والرابعة والستين، ونسبة 9.4% كانت ضمن فئة الخامسة والستين عاماً فما فوق. وتوزع التركيب الجنسي للسكان بنسبة 51.9% ذكور و48.1% إناث.

## أعلام
- جيرانيمو
- والتر براون
- ليون راسل
- روبرت رايت
- لام جونز
- تيري سيربيكو
- إلمر توماس
- مود فاغنر
- توبي موريس
- ستايسي كينغ

## وصلات خارجية
- www.cityof.lawton.ok.us نسخة محفوظة 11 نوفمبر 2006 على موقع واي باك مشين.
- The US50 - Cities and Towns in Oklahoma State